# Círculo parélico

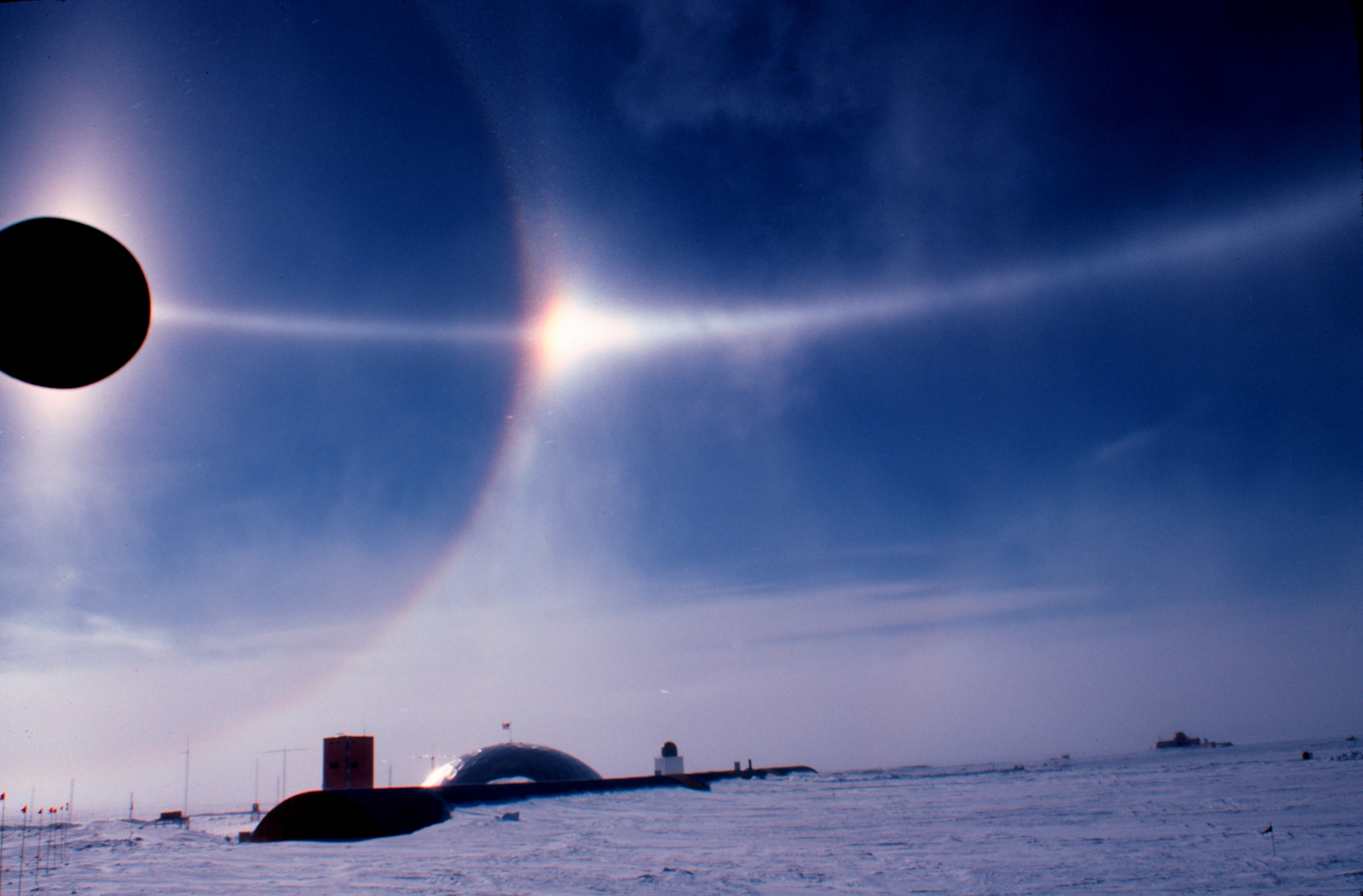
Círculo parélico, linha branca horizontal.
Foto: John Bortniak, NOAA, Janeiro de 1979.

O círculo parélico é um halo, um fenômeno ótico que aparece como uma linha branca na mesma altitude que o Sol, ou ocasionalmente a Lua. Quando completo, este prolonga-se por todo o céu, porém é mais comum que apareça em secções.
Mesmo partes de círculos parélicos são menos comuns que parélios e o halo de 22°. Embora círculos parélicos sejam geralmente brancos porque são produzidos pela reflexão, podem entretanto ter um tom azulado ou esverdeado perto do parélio de 120° e avermelhado ou roxo ao longo das franjas.
Os círculos parélicos formam-se à medida que os raios de luz solar são refletidos pelos cristais de gelos hexagonais verticais ou quase verticais. A reflexão pode ser tanto externa que contribui para o círculo parélicos perto do sol, ou interno que cria um círculo mais afastado do sol. Por causa do número crescente de reflexões faz as refrações assimétricas pode haver alguma separação de cores longe do sol.